# Denys Mavesyn Anslow Sole
Denys Mavesyn Anslow Sole, britanski general, * 1883, † 1962.